# Jakub Janouch
Jakub Janouch (* 13. Juni 1990) ist ein tschechischer Volleyballspieler.

## Karriere
Janouch begann seine Karriere 2003 bei SK UP Olmütz. 2007 wechselte der Zuspieler zu VK Opava und zwei Jahre später zu VSC Fatra Zlín. Mit 
Zlín wurde er 2011 Dritter in der Liga. 2012 gab der vorherige Juniorennationalspieler sein Debüt in der A-Nationalmannschaft. Nach einem Abstecher zu VSK Staré Město spielte er 2012/13 wieder für Zlín. Anschließend wechselte Janouch zu VK Dukla Liberec. Mit dem Verein gewann er 2015 die nationale Meisterschaft. In der folgenden Saison gelang die Titelverteidigung in der Liga. Außerdem wurde Janouch mit Liberec dreimal Pokalsieger. 2016 nahm er an der Weltliga teil. In der Saison 2017/18 erreichte er mit Liberec den dritten Rang in der Liga. Danach wurde er vom deutschen Bundesligisten VfB Friedrichshafen verpflichtet.